# Rittenhouse Square
Pour les articles homonymes, voir Rittenhouse.
Le Rittenhouse Square est un parc du centre de Philadelphie, en Pennsylvanie. Il est nommé d'après David Rittenhouse, un horloger et astronome, personnalité de la Révolution américaine.